# Wichard Wilhelm von Heyden
Wichard Wilhelm von Heyden (* 22. März 1782 in Kartlow; † 24. Februar 1836 ebenda) war ein deutscher Rittergutsbesitzer und Mitglied des Provinziallandtags der Provinz Pommern.

## Leben
Wichard Wilhelm war der älteste Sohn des Johann Karl von Heyden (1740–1800), preußischer Hauptmann und Besitzer von Kartlow, Leistenow, Buschmühl und Jatzkow, und der Henriette Dorothea Johanna von Wittken (1752–1836). Beim Tod des Vaters übernahm die Mutter die Verwaltung des Familienguts Kartlow, während Wichard Wilhelm von 1800 bis 1802 an der Georg-August-Universität studierte. Dort war er Mitglied der Landsmannschaft Holsatia Göttingen. Seinen Militärdienst beendete er als Fähnrich.
Danach widmete er sich der Bewirtschaftung seiner Güter. In Kartlow ließ er den 1800 abgebrannten Wirtschaftshof neu aufbauen. Anfang des 19. Jahrhunderts vergrößerte er seinen Besitz um Leistenow, Buschmühl und Teile von Kadow. 1816 erwarb er das Gut Bredenfelde in Mecklenburg und vor 1820 das Gut Plötz. Auf der Grundlage der Stein-Hardenbergschen Reformen separierte er den gutsherrlichen und bäuerlichen Grundbesitz in seinen Gütern. Dazu wurden die bisher erbuntertänigen Bauern aus Kartlow ins neugegründete Dorf Unnode (1820) und die aus Plötz in das Vorwerk Wilhelminenthal (um 1825) ausgesiedelt.  Mit Heydenhof (1821) und Neu Plötz (1833) legte er weitere Vorwerke an.
Wichard Wilhelm von Heyden gehörte von 1824 bis 1828 dem Provinziallandtag der Provinz Pommern als ritterschaftliches Mitglied für den Kreis Demmin an.

## Familie
Wichard Wilhelm von Heyden heiratete 1803 Wilhelmine von Gloeden (1789–1820). Die beiden hatten sieben Töchter und vier Söhne, darunter:
- Woldemar von Heyden (1809–1871), Generallandschaftsrat von Pommern, Mitglied des Vereinigten Landtags von Preußen, Bauherr von Schloss Kartlow
- Hermann von Heyden (1810–1851), Mitglied des Preußischen Abgeordnetenhauses und Landrat des Landkreises Demmin, Bauherr des Gutshauses Leistenow
- Ernst von Heyden (1817–1859), Rittergutsbesitzer, 1848 Abgeordneter im Vorparlament, Bauherr von Schloss Bredenfelde
- Auguste Wilhelmine Sophie Marie von Heyden (* 25. April 1818; † 5. Januar 1899) ⚭ 5. Januar 1840 Hans Carl Friedrich von Arnim (1789–1861), Eltern von Hans von Arnim

Fast vier Monate nach Wilhelmines Tod heiratete er 1820 Henriette von Arnim (1792–1860). Mit ihr hatte er zwei Söhne:
- Carl Heinrich August Hans (geb. 1822) heiratete am 26. September 1845 in Silstedt Cecilie Eleonore Maria von Rhade (1823–1903) Tochter des Majors Carl Ernst Friedrich Adolph Daniel Baron von Rhade und der Caroline Henriette Charlotte Wilhelmine von Stammer.
- Carl Ludwig Wilhelm Wichard von Heyden (1823–1882) erbte Plötz und ließ 1866 das Gutshaus im Tudorstil erbauen.